# 李應時
李應時（1512年—？），字際可，號東橋，山西太原府平定州人，匠籍，明朝政治人物。

## 生平
嘉靖二十五年（1546年）丙午科山西鄉試第四十一名舉人。嘉靖二十六年（1547年）中式丁未科會試第一百四十一名，登第三甲第四十名進士。吏部觀政，授歷城知縣，二十九年升湖广道御史，二十九年（1550年）丁父忧归。服闋，复除浙江道御史。

## 家族
曾祖李榦；祖父李勝；父李海良（1486年-1550年），字闊夫，號惠菴；母郗氏。弟李應轸、應春、應阳。